# Де Росси, Анджело
Анджело Де Росси (итал. Angelo De Rossi; 1671, Генуя — 12 июня 1715, Рим) — итальянский скульптор эпохи барокко.

## Биография
Анджело родился в Генуе в 1671 году в семье ремесленника по имени Лука; родство с другими художниками с таким же именем не засвидетельствовано. С раннего возраста он проявил талант к лепке, и около 1680 года был направлен в мастерскую известного генуэзского скульптора Филиппо Пароди, работавшего в формах позднего барокко. B 1683 году Пароди привёз ученика с собой в Венецию. В этот период Де Росси создал маленькую статую Сатира с виноградом, которая теперь находится в коллекции Королевского дворца в Генуе и может быть датирована примерно 1688 годом. В том же году Анджело Де Росси переехал в Рим, чтобы посещать курсы рисования обнажённой натуры в Академии Святого Луки.
В 1692 году на ежегодный конкурс Академии он представил рельеф «Трое юношей в печи огненной» и получил первую премию по классу скульптуры. Бронзовый рельеф с изображением Пьеты, который ныне находится в частной коллекции, вероятно, относится к тому же периоду из-за композиции, демонстрирующей влияние Пьера Пюже. В эти годы он также испытал воздействие живописца Карло Маратты и французского скульптора Пьера Легро.
Де Росси создал рельефы для капеллы Сант-Иньяцио в римской церкви Иль-Джезу, спроектированной Андреа Поццо. В 1695 году вместе с Легро и другими художниками он переехал в Палаццо Фарнезе и оставался там до тех пор, пока кардинал Пьетро Оттобони не перевёл его в Палаццо делла Канчеллерия, назначив ему ежемесячную ренту в размере 12 скуди. В 1698 году Де Росси начал работу над надгробным памятником папе Александру VIII, завершив мраморный рельеф постамента, но по неизвестным причинам работа над монументом осталась им незавершённой.
С 1703 года Анджело Де Росси состоял членом Конгрегации изящных искусств и словесности виртуозов при Пантеоне, а в 1711 году был принят в Академию Святого Луки.
Папа Климент XI решил заменить главный алтарь Пантеона, и Де Росси выполнил для алтаря рельеф (не сохранился). Алтарь был позднее сделан Алессандро Спекки. После смерти в 1713 году выдающегося музыканта Арканджело Корелли Де Росси изготовил его бюст, который был помещён в нишу над его могилой в Пантеоне. С 1949 года он хранится во Дворце сенаторов на Капитолийском холме в Риме.

## Галерея
- Фигура ангела алтаря Капеллы Гонзага в церкви Сант-Иньяцио, Рим
- Скульптура папы Климента IX. Эскиз. Бронза
- Моление в саду. Ок. 1700 г. Барельеф. Национальная гелерея, Вашингтон
- Святой Иаков Младший. Одна из статуй двенадцати апостолов в базилике Сан-Джованни-ин-Латерано. Архитектура эдикулы Ф. Борромини